# Tossal del Cogomar
El Tossal del Cogomar, és un cim de 1.995,9 metres d'altitud situat dins del terme de Sarroca de Bellera, a l'antic terme de Benés, de l'Alta Ribagorça. Es troba molt a prop del límit amb el terme del Pont de Suert, a l'Alta Ribagorça, dins de l'antic terme de Malpàs.
És a la part nord-occidental del terme, prop i a llevant del poble d'Erta, que ja pertany al Pont de Suert. Es troba també a ponent del Mesull i de Manyanet.